# Astragalus sorgerae
Astragalus sorgerae är en ärtväxtart som beskrevs av Hub.-mor. och Chamberlain. Astragalus sorgerae ingår i släktet vedlar, och familjen ärtväxter. Inga underarter finns listade i Catalogue of Life.